# Химера (митологија)
Химера (или Химајра од грч. Χίμαιρα — „коза”, односно Химер или Химајр — „јарац”). Хомер је замишља (II. VI, 181) спреда као лава, одостраг као змаја, у средини као козу.
Израз химера у митологији означава митолошка бића која су спој више животиња, нпр. грифон, грифин, итд.
- Кћи Тифона и Ехидне, страшно чудовиште које је отхранио Амисодар, краљ у Карији. По Хомеру предњи део тела јој подсећа на лава, средњи на козу, задњи на аждају. Из уста сипа ватру. По Хесиоду[3] има три главе: лављу, козју и аждајску. Живела је у једној пећини и пустошила Ликију. Прогутала је много људи и животиња. Онда је њен сусед Јобат, плашећи се да она не провали у његову земљу, послао Белерофонта да се с њом бори. Уз пристанак богова који су желели да ослободе земљу те беде, херој Белерофонт ју је убио употребивши крилатог коња Пегаза рођеног из обезглављеног трупа Медузе. Према Р. Грејвсу  Химера је календарски симбол троделне године.[4] Овај мит спада о митове о хеленским освајањима и потискивању култа Месечеве богиње.[5] По појединим верзијама грчких митова, немејски лав је изданак Химере,[6] а Сфинга је кћи пса Орта и Химере.[7] Вергилије ставља Химеру са осталим чудовиштима у прво Орково ждрело.
- Нимфа коју је волео лепи пастир Дафнид и због које га је љубоморна нимфа Номија (или Ехенајида или Ксенија) прво ослепила, затим окаменила.
- Постоји теорија да су Кимбри или Химерци добили име по Химери коју су поштовали. Такође истоимено божанство се приписује и Амазонкама. Антички топоним налазимо и у Јужној Италији.

## Фамилија
Према Хесиоду, Химерина мајка је била извесна двосмислена „особа”, што се може односити на Ехидну, у ком случају би отац вероватно био Тифон, мада се можда (мало вероватно) мислило на Хидру или чак Чето. Међутим, митографи Аполодор (наводећи Хесиода као свој извор) и Хигин чине Химеру потомком Ехидне и Тифона. Хесиод такође има Сфингу и Немејског лава као Ортарово потомство, и још једно двосмислено створење, често схваћено као да се вероватно односи на Химеру, или уместо тога можда на Ехидну, или опет чак на Чето.

## Опис
Хомер је описао Химеру у Илијади, рекавши да је „она била божанског рода, а не људског, у предњем делу лав, у задњем делу змија, а у средини коза, издишући страшно мудро моћ пламене ватре”. Хесиод и Аполон Дорус су дали сличне описе: троглаво створење са лавом испред, јарцем који дише ватру у средини и змијом позади.

## Белерофонт убија химеру
Према Хомеру, Химера, коју је одгајио Арајсодарус (отац Атимнија и Мариса, тројанских ратника које су убили Несторови синови Антилох и Трасимед), била је „проклетство за многе људе”. Као што је речено у Илијади, јунаку Белерофонту је краљ Ликије наредио да убије Химеру (надајући се да ће чудовиште убити Белерофонта). Ипак, јунак је, „уздајући се у знакове богова”, успео да убије Химеру. Хесиод додаје да је Белерофонт имао помоћ у убијању Химере, рекавши, „њу су надвладали Пегаз и племенити Белерофонт”.
Аполон Дорус је дао потпунији приказ приче. Јобат, краљ Ликије, наредио је Белерофонту да убије Химеру (која је убијала стоку и која је „опустошила земљу”) пошто је мислио да ће Химера уместо тога убити Белерофонта, „јер се могла да се носи са мноштвом ратника, а камоли једним”. Али јунак је узјахао свог крилатог коња Пегаза (који је изникао из крви Медузе) „и узлетевши увис оборио Химеру са висине”.

## Иконографија
Иако је Химера, према Хомеру, била смештена у страној Ликији, њено представљање у уметности било је у потпуности грчко. Аутономна традиција која се није ослањала на писану реч била је заступљена у визуелном репертоару грчких сликара ваза. Химера се први пут појавила рано у репертоару протокоринтских сликара грнчарије, пружајући неке од најранијих препознатљивих митолошких сцена које се могу препознати у грчкој уметности. После извесног раног оклевања, коринтски тип је фиксиран 670-их година пре нове ере; варијације у сликовним приказима сугеришу вишеструко порекло по речима Мерилин Лоу Шмит. Фасцинација монструозним прерасла је крајем седмог века у декоративни мотив химере у Коринту, док је мотив Белерофонта на Пегазу заживео сам. Одвојена атичка традиција је да козе дишу ватру, док је задњи део животиње змајског изгледа, вероватно проистекао из непрепознатих или неоткривених локални претходника. Два сликара ваза користила су мотив тако доследно да су добили псеудониме Белерофонт сликар и химерски сликар.

## У популарној култури
Химера је присутна и у модерној популарној култури.

### Књиге
- Химера се помиње у књигама о Харију Потеру у којима је представљена као опако и крвожедно створење. Многи чаробњаци су покушавали да је убију, али је само једном то пошло за руком. Тај мученик, преморен од борбе, убрзо се срушио са крилатог коња и умро на месту. Јаја химере су строго забрањена за трговину, а злочинци могу завршити и у Аскабану.[24]